# Psion (przedsiębiorstwo)

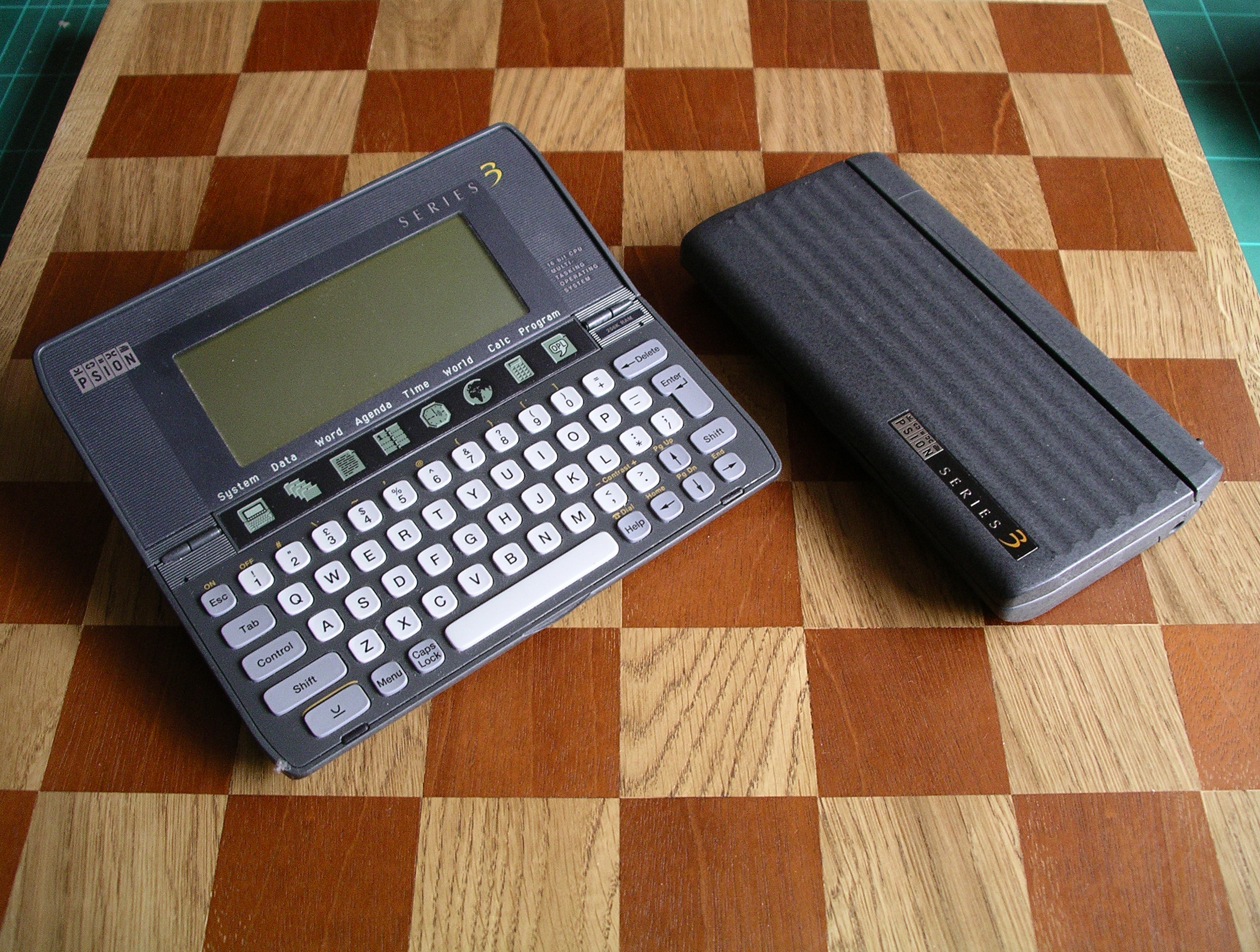
Psion Series 3

Psion PLC – brytyjskie przedsiębiorstwo znane z tworzenia Psion Organiser, jak również z serii bardziej zaawansowanych urządzeń PDA:
- Psion Series 3 (3, 3a, 3mx)
- Psion Siena
- Psion Workabout
- Psion Series 5 (5, 5 mx, palmtopy serii 5 były również sprzedawane pod marką Geofox, Osaris oraz Ericsson MC218)
- Psion Revo (i Revo Plus)
- Psion Series 7
- Psion Netbook
- Psion netpad
- Psion Teklogix Netbook Pro (Windows CE)

Przedsiębiorstwo powstało w 1980 roku. W przeciągu pierwszych trzech lat istnienia zajmowało się tworzeniem gier i programów użytkowych dla wczesnych komputerów domowych takich jak Sinclair ZX Spectrum.
Psion stworzył własny system operacyjny o nazwie EPOC, który obsługuje urządzenia PDA. Obecnie system ten jest znany pod nazwą Symbian i obsługuje wiele rodzajów urządzeń przenośnych.